# La caída (Goya)
La caída es un óleo de Francisco de Goya de 1787, donde una mujer acaba de desplomarse desde un caballo sin que sepamos de la gravedad de las heridas sufridas. Se conserva en una colección particular de Madrid, con medidas de 169 x 98 cm.
De nuevo los temas campestres son comunes en la temática goyesca. Junto a Asalto al coche, es una pintura en la que los tonos se resaltan y la naturaleza se engrandece ante los personajes empequeñecidos. Fue encargado por la duquesa de Osuna, María Josefa Pimentel y Téllez-Girón, para decorar su comedor.